# Enar Brandel
Enar Johan Martin Brandel, född 28 mars 1908 i Ockelbo församling i Gävleborgs län, död 18 oktober 1972 i Bromma församling i Stockholm, var en svensk läkare.
Enar Brandel var son till pastor Johan Brandel och Maria Schmidt. Efter studentexamen i Söderhamn 1928 följde akademiska studier, vilka resulterade i att han blev medicine kandidat vid Uppsala universitet 1933 och medicine licentiat 1941.
Han var extra läkare och tillförordnad andre läkare vid Umedalens, Furunäsets och S:ta Sigfrids sjukhus periodvis 1936–1942, provinsialläkare 1937–1942, tillförordnad underläkare vid röntgenavdelningen på Sabbatsbergs sjukhus 1943, underläkare vid Follingbo sanatorium 1944–1946, andre underläkare vid medicinska avdelningen på Växjö lasarett 1947–1949, förste underläkare vid lungkliniken på Akademiska sjukhuset 1949–1953, förste underläkare och biträdande sanatorieläkare vid Sandträsks sanatorium 1953–1956 och förste underläkare vid medicinska avdelningen på Sundsvalls lasarett 1956. Han var sedan överläkare vid avdelningen för intern medicin och personalsjukvård vid Mariebergs sjukhus i Kristinehamn från 1959.
Han var 1942–1959 gift med läkaren Ulla Falk-Brandel (1918–2008) och 1959 med läkaren Ulla Roth-Brandel (född 1930).
Enar Brandel är begravd i föräldrarnas familjegrav på Ockelbo kyrkogård i Gästrikland.